# Kirchröttenbach

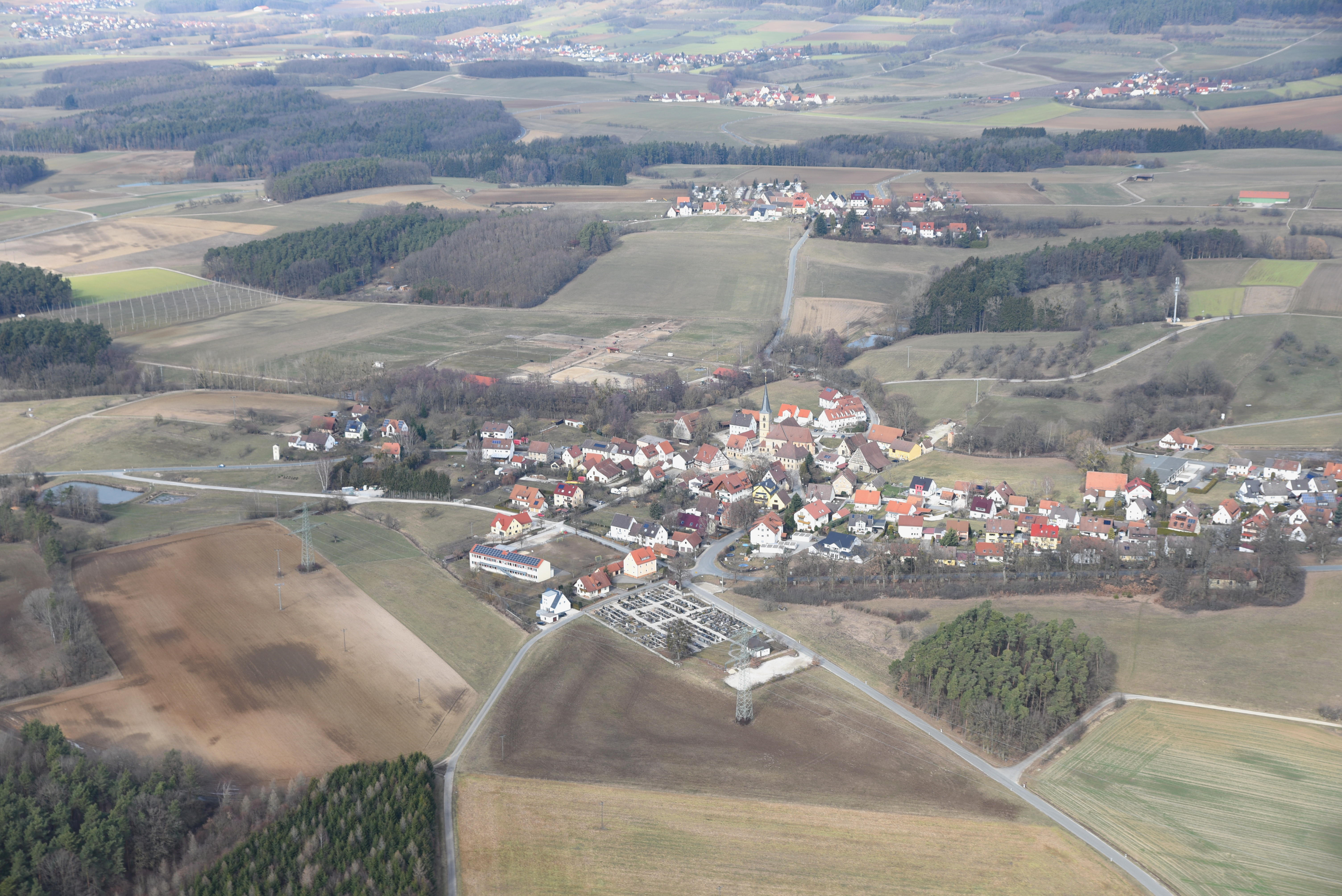
Luftaufnahme von Kirchröttenbach im Februar 2019

Kirchröttenbach ist ein Gemeindeteil des Marktes Schnaittach im Landkreis Nürnberger Land (Mittelfranken, Bayern). Die Gemarkung Germersberg hat eine Fläche von 0,615 km². Sie ist in 225 Flurstücke aufgeteilt, die eine durchschnittliche Flurstücksfläche von 2734,80 m² haben. Durch umfangreiche Baugebietsausweisung wuchs der Siedlungsraum inzwischen erheblich an. Kleine und mittlere Gewerbebetriebe sind angesiedelt. Kirchröttenbach hat überwiegend ländlichen Charakter.

## Lage
Das Pfarrdorf liegt auf freier Flur. Eine Gemeindeverbindungsstraße führt über einen Kreisverkehr der Staatsstraße 2236 nach Herpersdorf (1,1 km westlich) bzw. nach Germersberg (1,2 km östlich). Weitere Gemeindeverbindungsstraßen führen nach Illhof und die St 2236 unterquerend nach Laipersdorf (0,8 km südlich).

## Geschichte
Um 1054 wurde das Dorf „Rotenbach“ das erste Mal urkundlich erwähnt, seit etwa 1500 heißt es Kirchröttenbach. Der Bach Röttenbach, der 2 km nordöstlich des Ortes entspringt, gab dem Dorf seinen Namen. Die erste Kirche wurde wohl bereits vor Gründung des Bistums Bamberg, also vor 1007, errichtet, da sie der Heiligen Walburga geweiht wurde. Um 1500 bildete das Gotteshaus eine befestigte Kirchenburg. Der Kalvarienberg mit Kreuzkapelle und Kreuzweg wurde im Jahr 1746 errichtet. Im 18. Jahrhundert war der Ort eine beliebte Wallfahrtsstätte. Die ländliche Ansiedlung unterstand dem damaligen Rothenberger Hochgerichtsbezirk.
Mit dem Gemeindeedikt (frühes 19. Jahrhundert) wurde der Steuerdistrikt Kirchröttenbach gebildet. Zu diesem gehörten Benzendorf, Freiröttenbach, Illhof, Lillinghof und Oedhof. Zugleich entstand die Ruralgemeinde Kirchröttenbach, zu der keine weiteren Orte gehörten. Sie unterstand in Verwaltung und Gerichtsbarkeit dem Landgericht Lauf. Im Zuge der Gebietsreform in Bayern wurde Kirchröttenbach am 1. Juli 1972 nach Schnaittach eingemeindet.